# 모리스 바보
모리스 바보(프랑스어: Maurice Bavaud: 1916년 1월 15일-1941년 5월 14일)는 1938년 아돌프 히틀러를 암살하려 시도한 스위스인이다.
바보는 천주교 신학대생으로, 프랑스 브르타뉴에서 수학했다. 바보는 프랑스에서 비밀일동회(Compagnie du Mystère)라는 반공주의 청년단체에 가입했다. 이 단체의 지도자인 마르셀 게르보아이는 자신이 로마노프 왕조 사람이며, 공산주의는 멸망할 것이고 로마노프가가 다시 러시아를 지배할 것이라고 주장했다. 바보는 어째서인지 독일의 히틀러를 죽이는 것이 러시아 제정복고에 도움이 될 것이라는 생각에 사로잡혀 히틀러를 죽이기로 했다.
1938년 10월 9일 바보는 브르타뉴에서 바덴바덴으로 이동한 뒤 바젤로 가서 6.35 mm구경(.25 ACP) 슈마이서 반자동권총을 한 자루 샀다. 바보는 베를린으로 갔다가 히틀러가 1923년 맥주홀 폭동을 기념하기 위해 매년 뮌헨에 간다는 것을 알고 뮌헨으로 갔다. 11월 9일 스위스 기자를 행세하여 히틀러에게 접근했으나, 히틀러 이외의 다른 나치 당료들은 해치고 싶지 않았기에 계획을 단념했다.
그 뒤 바보는 프랑스의 국민주의 정치인 피에르 테탱저가 썼다고 편지를 위조한 뒤, 히틀러 혼자서만 읽어야 하는 두 번째 편지가 있다고 주장했다. 이 편지를 보낸 뒤 바보는 히틀러가 뮌헨을 떠나 베르히테스가덴으로 갔으리라 생각하고 그리로 갔지만 히틀러는 아직 뮌헨에 있었고, 뮌헨으로 갔더니 이번에는 히틀러가 베르히테스가덴으로 가 버리고 없었다.
돈이 떨어진 바보는 파리행 열차에 밀항했다가 기관사에게 발각되어 경찰에 넘겨졌다. 게슈타포의 심문을 받은 바보는 자신이 히틀러를 암살하려 했다고 자백했다. 바보는 1939년 12월 18일 인민법정에 기소되었다. 스위스 당국은 바보를 살리려는 어떤 노력도 하지 않았고, 주독일 스위스 대사 한스 프뢸리허는 바보에 대한 규탄성명을 발표했다. 독일에서는 독일 간첩 한 명과 바보를 교환하자고 했지만 스위스에서 거부하자 사형을 선고했고, 1941년 5월 14일 단두대 참수형으로 형이 집행되었다.

## 같이 보기
- 히틀러 암살미수